# Wiesmahdköchel
Der Wiesmahdköchel ist eine 667 m hohe bewaldete Felskuppe in den Bayerischen Voralpen innerhalb des Naturschutzgebietes Murnauer Moos in Bayern. Zusammen mit Steinköchel, Schmatzerlköchel und Langer Köchel erheben sich die Köchel wie Inseln aus dem Murnauer Moos.

## Galerie

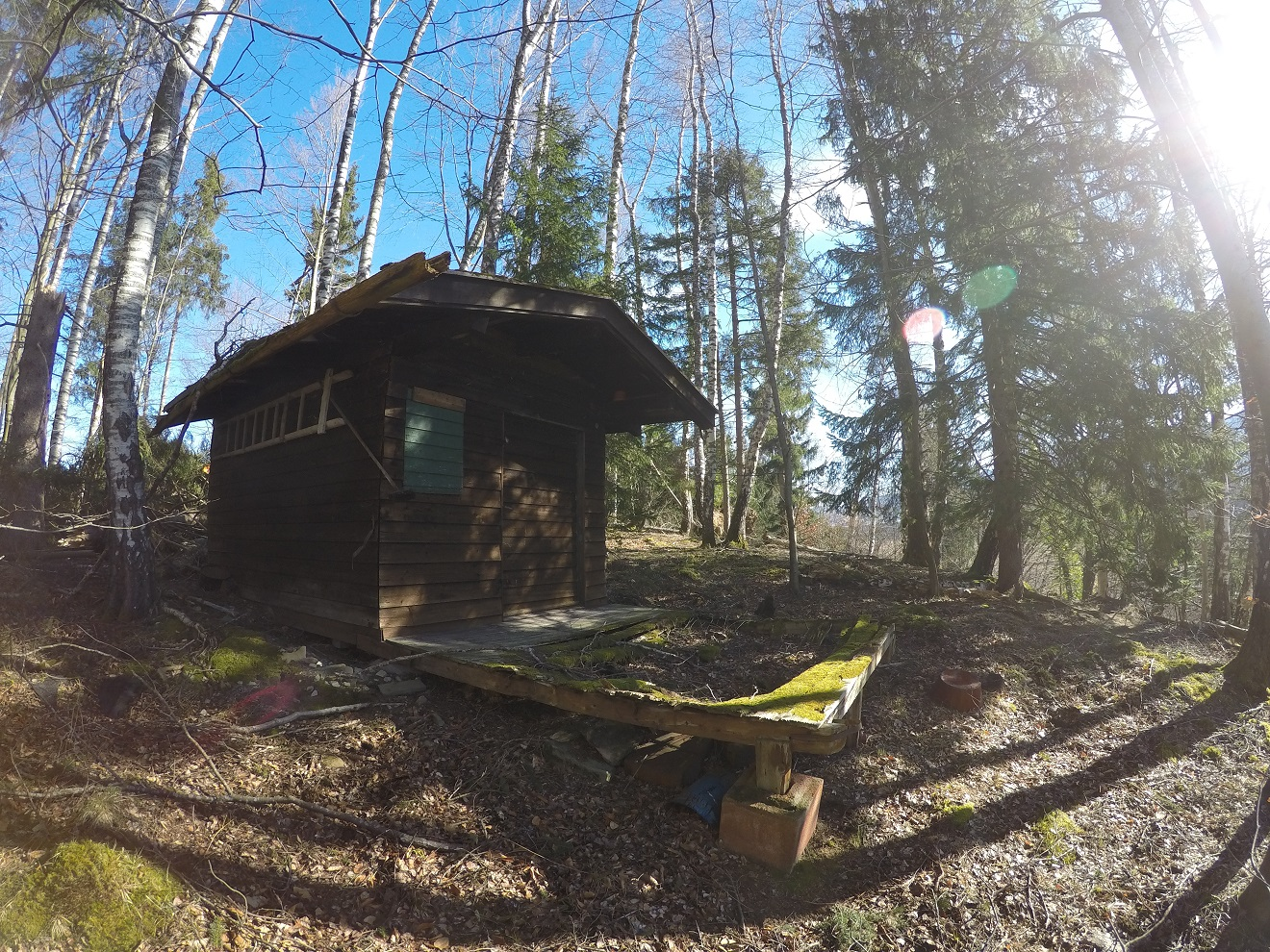
Hütte am östlichen Ende des Wiesmahdköchels